# بيرسونية آسية
بيرسونية آسية (الاسم العلمي:Persoonia myrtilloides) هي نوع غير مؤكد من النباتات تتبع جنس البيرسونية من الفصيلة البروطية.